# Çukurova Basketbol Kulübü Mersin Yenişehir Belediyesi
Il Çukurova Basketbol Kulübü Mersin Yenişehir Belediyesi è una squadra di pallacanestro femminile con sede ad Mersina, in Turchia.
Fondata nel 2017, partecipa alla Kadınlar Basketbol Süper Ligi.